# Dio-et-Valquières
Dio-et-Valquières är en kommun i departementet Hérault i regionen Occitanien i södra Frankrike. Kommunen ligger i kantonen Lunas som tillhör arrondissementet Lodève. År 2022 hade Dio-et-Valquières 150 invånare.

## Befolkningsutveckling
Antalet invånare i kommunen Dio-et-Valquières
Referens:INSEE